# حصار واكو
حصار واكو (بالإنجليزية: Waco siege) هو حصار قامت به الحكومة الاتحادية في تكساس والقوات المسلحة الأمريكية على الطائفة الدينية المتطرفة الفرع الداوودي التي قادها شخص يدعى ديفيد كوريش. استمرّ الحصار بين 28 فبراير و19 أبريل 1993.

## الأحداث
في يوم 28 فبراير 1993، وردًا على تقارير تفيد بأن الطائفة التابعة لداود كانت تقوم بتخزين الأسلحة في مركز أو مجمع خاص بهم في جبل الكرمل تحضيرًا لنهاية العالم، فقام المكتب الفيدرالي بمداهمة الممتلكات وتم اعتقال داود بتهمة حيازة الأسلحة غير المشروعة ولكن سرعان ما قتل أربعة أفراد من عملاء مكتب التحقيقات الفيدرالية وستة من رجال داود في تبادل لإطلاق النار بينهما وإلی اليوم لا يعرف من أطلق الرصاصة الأولى.
ظل داود محتجزًا 51 يوم وخلال تلك الفترة تم الترتيب لإطلاق سراح 35 من أتباعه منهم 21 طفلا، ولكن في 19 أبريل 1993، في محاولة لإغراء داود وأتباعه اتخذ عملاء المكتب الفيدرالي إجراء حاسما بعد إطلاق سراحه فقاموا بصدم المبنى بالدبابات وشنوا هجوم بالغاز المسيل للدموع واشتعلت النيران في المركز، أدّى إلى وفاة 76 شخصا من بينهم 28 طفلا، وتوفى داود نتيجة إصابته بطلق ناري في الرأس وهو بعمر 33 سنة.